# 国際連合安全保障理事会決議2094
国際連合安全保障理事会決議2094（こくさいれんごうあんぜんほしょうりじかいけつぎ2094、英: United Nations Security Council Resolution 2094）は、2013年3月7日に国際連合安全保障理事会で採択された朝鮮民主主義人民共和国（北朝鮮）に関する決議。略称はUNSCR2094。

## 概要
国際連合安全保障理事会決議2094は、2013年2月12日に北朝鮮によって行われた3回目の核実験に対する決議で、2006年10月の1回目の核実験の際に採択された決議1718、2009年5月の2回目の核実験の際に採択された決議1874に引き続き、国連憲章第7章に基づく制裁行動として具体的に経済制裁に関する行動を定める第41条が言及された。

## 主な内容
本決議2094の主な内容は下記の通り。
- 一般規定
  - 核実験は決議違反として非難し、更なる挑発行為の禁止。
  - ウラン濃縮を含む核関連活動を非難すると共に、核計画の完全放棄等の義務の確認。
  - 更なる発射・核実験の場合には、安全保障理事会が追加で重要な措置をとる決意の表明を行うとの警告｡
- 金融制裁
  - 資産凍結対象として3個人・2団体を追加指定。
  - 金融サービス提供禁止措置を核・ミサイル関連だけでなく禁制品取引等の決議による禁止行為・制裁回避行為にも拡大し、禁止要請を義務に変更。大量の現金移転も規制。
  - 決議による禁止行為・制裁回避行為の疑いのある北朝鮮による銀行口座・支店の開設、コルレス契約の禁止要請。
  - 決議による禁止行為に貢献しうる公的な金融支援（輸出信用、保証、保険）の禁止。
- 人に対する制裁
  - 入国禁止措置を3人追加指定。
  - 指定者以外も制裁回避行動をしたと国が認定した場合は同様に入国禁止。北朝鮮人の場合は人道上の理由などの例外を除き送還。
  - 北朝鮮の外交官が決議禁止行為に寄与しないよう各国に警戒を強化するよう要請。
- 物品の制裁
  - 禁輸対象品目の追加指定
    - 核関連2品目（フッ素系潤滑剤、UF6に耐食性のあるベローズ弁）
    - ミサイル関連5品目（特殊耐食鋼、超高温セラミック複合材料、パイロ式バルブ[2]、風洞に使用可能な計測及び制御装置、過塩素酸ナトリウム）
    - 化学兵器関連1品目（毎時1立方メートルを超える吐出能力を持つ真空ポンプ等）

  - 既存の禁輸対象リストの12か月以内の更新を制裁委員会に指示。
  - 各国が貨物が核・ミサイル開発に寄与し得ると判断した場合に、当該貨物の禁輸措置を行うことを要請・許容。委員会にガイドラインの発行を指示。
  - 輸出禁止対象となる奢侈品の明確化（各国がこれ以外の奢侈品の輸出禁止措置を制限するものではない）
    - 宝石類
      - 真珠の付いた宝石類
      - 宝石
      - 貴石、半貴石（ダイヤモンド、サファイヤ、ルビー及びエメラルドを含む）
      - 貴金属、貴金属を伴うメタルクラッドの宝石類

    - 乗り物
      - ヨット
      - 自動車：ステーションワゴンを含む人々を運搬する乗用車及びその他の自動車（公共交通機関を除く）
      - 豪華な乗用車、レーシングカー
- 貨物検査
  - 禁制品の疑いのある貨物について、自国領域内での貨物検査の義務化
  - 公海での貨物検査要請を拒否する船舶の自国への入港禁止（緊急の場合等を除く）
- 航空輸送制限
  - 禁制品運搬の疑いがある航空機の離着陸および上空通過の禁止を要請（緊急の場合を除く）

## 成立の経緯
- 2013年2月12日 - 北朝鮮による3回目の核実験実施。
- 2013年3月7日 - 国連安保理で制裁を追加・強化する決議が全会一致で採択される。